# 100-wattaren
100-wattaren är en tävling som belönar kommunikation som fungerar. Tävlingen ägs och arrangeras av intresseorganisationen Sveriges Annonsörer. 

## Historia
100-wattaren har arrangerats sedan 1990. Under de första åren arrangerades 100-wattaren av Sveriges Kommunikationsbyråer
(då Sveriges Reklamförbund) och Dagens Industri. 1993 tog Sveriges Annonsörer (då Annonsörföreningen) över från Sveriges Reklamförbund. Då belönades endast producentreklam.  
Idag är 100-wattaren en tävling i mätbara resultat på kommunikationsinsatser och belönar kommunikation som fungerar, det vill säga kommunikation som gett bevisad effekt för uppdragsgivaren. 100-wattaren handlar om kommunikationsinsatser som skapar påvisbart värde genom att påverka målgruppens beteende, och därmed uppdragsgivarens verksamhet, i önskad riktning.

## Kategorier
I 100-wattaren finns 10 kategorier:
- Konsument – B2C-reklam. Kommunikation riktad till konsumenter.
- Företag – B2B-reklam. Kommunikation riktad till människor i deras yrkesroll på företag och/eller organisationer.
- Ideellt & Välgörenhet – Kommunikation för välgörenhetsorganisationer som har till syfte att driva insamling eller på annat sätt generera intäkter.
- Samhälle & Opinion – Kommunikation för opinionsbildning, skolor/universitet eller samhällsinformation som har till syfte att påverka opinion och attityder
- Internationellt – Kommunikation producerade i Sverige och exponerade utomlands. Alternativt kampanjer producerade utomlands och exponerade i Sverige
- Employer Branding & Rekrytering – Kommunikation som riktar sig mot nuvarande och/eller potentiella medarbetare med syfte att stärka det egna varumärket som arbetsgivare och bli en attraktivare arbetsplats
- Strategisk Design – Här tävlar varumärkesbyggande design, till exempel långsiktiga lösningar för identitetsprogram och förpackningar som bygger på insikter om konsumenter och/eller marknad och som ska uppnå mätbara mål
- Framsiktigt – Här tävlar kommunikation som utöver att den fungerat enligt 100-wattarens kriterier också överraskat och flyttat fram positionerna för kommunikation generellt
- Långsiktigt – Här tävlar bidrag som använt ett sammanhållet kommunikationskoncept för att påverka varumärket och affärsnytta under minst tre år
- 100-fattaren – Här tävlar bidrag som genom kommunikations- och/eller kampanjaktiviteter bidragit till ett mer hållbart samhälle

## Priser
I 100-wattsklassen belönas ungefär hälften av de nominerade kampanjbidragen med någon av följande valörer:
- 100-watt
- 75-watt
- 50-watt

## Bedömning
En jury och en juryordförande utses för vardera kategori,  varje jurygrupp består av tio personer. 
100-wattaren belönar kommunikation som fungerar, det vill säga kommunikation som gett bevisad effekt för uppdragsgivaren. 100-wattaren handlar om kommunikationsinsatser som skapar påvisbart värde genom att påverka målgruppens beteende, och därmed uppdragsgivarens verksamhet, i önskad riktning.